# Heidespurrie
Heidespurrie (Spergula morisonii) is een eenjarige plant, die behoort tot de anjerfamilie (Caryophyllaceae). De plant komt van nature voor van Noord-Spanje, Noord-Portugal en Noord-Italië tot Zuid-Scandinavië en naar het oosten tot voorbij Rusland. Ook komt de plant voor in Noord-Afrika.
De plant wordt 7-30 cm hoog. De lijnvormige bladeren hebben aan de onderkant geen lengtegroef.

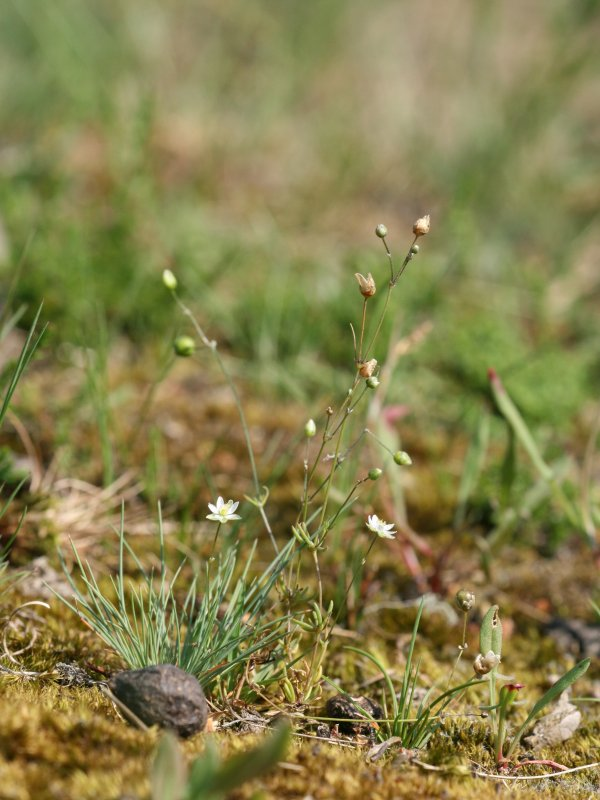
Plant

Heidespurrie bloeit van april tot juni met witte bloemen. De bloemen zitten in eindstandige bijschermen. De kroonbladen zijn elliptisch van vorm. De bloem heeft vijf stijlen en meestal tien meeldraden.
De vrucht is een doosvrucht. De 0,4 mm grote zaden zijn platrond en hebben een straalvormig gestreepte vleugelrand, die half zo breed is als middengedeelte.
De plant komt vooral voor in zandverstuivingen op zeer droge, zeer voedselarme zandgrond.

## Plantengemeenschap
De heidespurrie is een kensoort voor de associatie van buntgras en heidespurrie (Spergulo-Corynephoretum).
Het is tevens een indicatorsoort voor struisgrasvegetaties (ha) subtype Buntgrasverbond, een karteringseenheid in de Biologische Waarderingskaart (BWK) van Vlaanderen en het Brussels Hoofdstedelijk Gewest.

## Namen in andere talen
- Duits: Frühlings-Spark
- Engels: Morison's spurry
- Frans: Spergule de Morison